# 高杉一穂
高杉 瑞穂（たかすぎ みずほ、1978年10月22日 - ）は、日本の男性俳優。本名、臼井瑞穂。
旧芸名、高杉瑞穂、高杉一穂。東京都出身。

## 来歴・人物
- 身長178 cm。血液型O型。
- モデル活動を経て、2000年にNHK大河ドラマ『葵 徳川三代』でデビュー。
- 元アークス所属。2008年4月1日よりフリーで活動、8月4日付けでブライズ・ヘッドに所属。2014年11月1日付けでオスカープロモーションに所属。
- 一卵性双生児の兄である。弟は一般人だが、高杉が出演したドラマ『美しい罠』に一瞬だけ特別出演した。高杉演じる沢木槐を主人公（櫻井淳子）が探すシーンで、高杉と後姿が似ている男性に櫻井が声をかけ、振り返ると別人だったという通行人役である。
- 囲碁が趣味でアマチュア三段であり、囲碁番組に出演している。2022年1月2日に囲碁番組に出演した際は、その後上達してアマチュア四段と発言。
- 2019年（令和元年）5月1日に芸名を高杉瑞穂（たかすぎ みずほ）から、高杉一穂（たかすぎ いっすい）に改名した[1]。
- 2020年（令和2年）2月をもってオスカープロモーションとの契約を終了。
- 2022年 2月をもって、ルビースーとの契約を終了。芸名を高杉一穂（たかすぎ いっすい）から、高杉瑞穂（たかすぎ みずほ）に改名した。

## 出演

### 映画
- ホタル（2001年、東映）- 高倉健（青年期）・山岡秀二 役
- オルファクトグラム（2001年） - 片桐稔 役
- 水に棲む花（2005年）- 出水 役
- 砂時計（2008年）- 佐倉圭一郎 役
- 私のなかの8ミリ（2009年） - ミハルの彼 役
- 60歳のラブレター（2009年） - 小野寺 役
- 落語物語（2011年）- ヤクザ 役
- 天使に“アイム・ファイン”（2016年） - 村上祥 役
- ぬくもりの内側 厚生労働省推薦（2023年 イオンエンターテイメント） - 林誠 役

### テレビドラマ
- 葵 徳川三代（2000年9月-12月、NHK大河ドラマ） - 徳川忠長 役
- 女子アナ。（2001年1月-3月、フジテレビ） - 安藤龍二 役
- 新・星の金貨（2001年4月 - 6月、日本テレビ） - 澤木弘人 役
- こちら本池上署（TBS系列）
  - （2002年） - 長谷川隆弘
  - （2003年） - 高山裕二
  - （2004年） - 笠原悟
- 新春ワイド時代劇（テレビ東京）
  - 壬生義士伝〜新選組でいちばん強かった男〜（2002年1月） - 吉村嘉一郎 役
  - 竜馬がゆく（2004年1月） - 岡田以蔵 役
  - 忠臣蔵 瑤泉院の陰謀（2007年1月） - 礒貝十郎左衛門 役
  - 寧々〜おんな太閤記（2009年1月） - 佐助 役
  - 忠臣蔵〜その義その愛（2012年1月） - 横川信兵衛 役
  - 影武者 徳川家康（2014年1月） - 松田三左衛門 役
- ナースマン（2002年、日本テレビ） - 坂本順平 役
- 月曜ミステリー劇場 （TBS）
  - 「十津川警部シリーズ28 陸中海岸殺意の旅」（渡瀬恒彦）版（2003年3月24日） - 広中和也 役
  - 「ペルソナの微笑み」（2004年5月3日） - 阿部勇樹 役
- 動物のお医者さん（2003年4月-6月、テレビ朝日） - 清原 役
- 愛の劇場（TBS）
  - コスメの魔法（2004年1月-2月） - 鈴木隆（蘭丸）役
  - コスメの魔法2（2005年5月-7月） - 鈴木隆（蘭丸）役
- スカイハイ2 第6死（2004年、テレビ朝日） - 川田正晴 役
- 奥さまは魔女 第5話（2004年、TBS）
- 新しい風（2004年4月-6月、TBS） - 秋吉圭吾 役
- 土曜ワイド劇場（テレビ朝日）
  - 「走る!国選弁護人 完全黙秘」（2004年8月、朝日放送） - 立花勝己 役
  - 「法医学教室の事件ファイル」（2008年11月） - 井筒直人 役
  - 「牟田刑事官VS終着駅の牛尾刑事そして事件記者冴子7 路」（2008年12月）
- 水戸黄門（TBS / C.A.L）
  - 第33部 第22話「大対決!八百八町は日本晴れ -江戸-」（2004年9月20日） - 古頭拓馬 役
  - 第42部 第10話「茶壺に追われた御老公 -信楽-」（2010年12月13日） - 寺岡数馬 役
- 弟（2004年11月、テレビ東京）
- 剣客商売スペシャル〜助太刀/母と娘と（2005年、フジテレビ） - 永井源太郎 役
- 火曜サスペンス劇場「弁護士・朝日岳之助23 声なき声」（2005年、日本テレビ） - 倉持満夫 役
- ルームシェアの女（2005年1月-2月、NHK） - 池田(保父) 役
- ごくせん2 第5話（2005年、日本テレビ） - 奥寺等 役
- おとなの夏休み 第4話（2005年、日本テレビ） - 釧路 役
- 相棒 Season 4（テレビ朝日）第1話「閣下の城」（2005年10月12日） - 郷内嵩人役
- ブラザー☆ビート 第2話（2005年、TBS） - 裕二 役
- 特命!刑事どん亀（2006年4月-7月、TBS） - 今岡由紀夫 役
- 美しい罠（2006年7月-9月、東海テレビ） - 沢木槐 役
- 嫌われ松子の一生 第1話（2006年、TBS） - 佐伯俊二 役
- クピドの悪戯 虹玉 第3話・第7話・第8話（2006年10月-12月、テレビ東京） - 前里浩二 役
- 演歌の女王 第4話（2007年、日本テレビ） - 深大寺哲矢 役
- 浅草ふくまる旅館（2007年、TBS） - 溝口純一 役
- 水曜ミステリー9（テレビ東京）
  - 「ブランド刑事2」（2007年6月3日） - 友房丈也 役
  - 「松本清張没後20年特別企画・留守宅の事件」（2013年） - 藤本健 役
  - 「警視庁特捜対策室 迷宮捜査の女」（2015年） - 小松原警部 役
  - 「特命おばさん検事! 花村絢乃の事件ファイル4」（2015年） ‐ 木戸孝弘 役
- 警視庁捜査一課9係 シリーズ2 第8話（2007年6月13日、テレビ朝日）
- 金色の翼（2007年7月-9月、東海テレビ） - 吉岡槙 役
- ドラマ・グータンヌーボな女たち（2007年10月、関西テレビ） - 嵯峨沢誠一 役
- 捜査一課・見当たり班　鷹子の眼（2007年、テレビ東京）- 三枝吾郎 役
- 日本史サスペンス劇場（日本テレビ）※再現ドラマ
  - 徳川慶喜役（2008年5月16日・10月15日）
  - 松平容保役（2008年10月15日）
- 赤かぶ検事京都篇 第3話「祇園小唄殺人事件」（2010年1月17日、TBS）
- 月曜ゴールデン「萬屋長兵衛の隅田川事件ファイル2」（2010年2月15日、TBS）
- ランナウェイ〜愛する君のために（2011年、TBS） - 野中博之 役
- 雲霧仁左衛門 第3話（2013年10月18日、NHK BSプレミアム） - いろはの伊助 役
- 金曜プレステージ「剣客商売〜剣の誓約〜」（2013年12月27日、フジテレビ） - 伊藤嘉一郎 役
- DOCTORS3 最強の名医 第8話・最終話（2015年2月26日・3月5日、テレビ朝日） - 淵森秀一郎 役
- 神谷玄次郎捕物控2 最終話（2015年5月22日、NHK BSプレミアム） - 政太 役
- 松本清張特別企画 喪失の儀礼（2016年3月30日、テレビ東京） - 萩原修二 役
- ドクターカー 第9話（2016年6月9日、読売テレビ） - 森山亮太 役
- 月曜名作劇場 「新・十津川警部シリーズ」（2017年 - ） - 西本功
- 探偵少女アリサの事件簿（2017年1月28日、テレビ朝日） - 岩中聡 役
- 狩矢父娘シリーズ（2017年） ‐ 谷岡信吾
- 日曜ワイド「広域警察9」（2017年） ‐ 井場京介
- ラブラブエイリアン 第13話（2018年2月27日、フジテレビ） - 武将 役
- 駐在刑事 第3話（2018年11月2日、テレビ東京） ‐ 早川六郎 役
- 科捜研の女（2018年12月6日、テレビ朝日） ‐ 三島航一郎 役
- クロスロード3 群衆の正義（2018年、NHK BSプレミアム） - 本橋蓮 役
- 警視庁ゼロ係〜生活安全課なんでも相談室～SEASON5 第3話（2021年5月14日、テレビ東京） - 岩崎卓 役
- 真犯人フラグ（2021年10月10日 - 、日本テレビ）-  馬場健次郎 役

### その他の番組
- 新春お好み囲碁対局 逆転必至!プロ・タレント夢の連碁戦（NHK Eテレ、2013年1月3日）
- 囲碁フォーカス（NHK Eテレ、2013年4月 - 2014年3月） - 聞き手
- 新春お好み囲碁対局 プロ・タレント混合!ドキドキ連碁戦（NHK Eテレ、2014年1月3日）
- 月刊囲碁棋聖戦（CS囲碁将棋チャンネル、2016年5月28日 - ） - MC

### 舞台
- 劇団たいしゅう小説家 第14回公演『SOHJI・そうぢ！』（2008年、本多劇場） - 沖田承之進 役
- 朗読劇『モスリラ』（2009年、アサヒアートスクエア） - アキラ/守 2役
- シェルター（2010年、ウッディシアター中目黒） - 星野 役
- "P"s（ピース）〜美しき戦場の花婿（2010年、シアターグリーン） - 由利実 役
- トリマカシproduce『下北箱庭HERATs』（2011年8月31日 - 9月11日、下北沢シアター711） - 倉田 役
- 東京サムライガンズ『プレイフルネス デイズ2〜僕たちのAnswer』（2012年、新宿シアターブラッツ） - 吉村タクヤ 役
- 東京サムライガンズ『プレイフルネスデイズ3〜さらば愛しきHAPPYEND』（2013年、新宿シアターブラッツ） - 唐沢陽太 役
- 土方は二度死ぬ（2013年、ザムザ阿佐ヶ谷） - 早乙女連次郎 役
- 大奥春秋〜御広敷伊賀者、身分卑しき者なれど〜（2014年、新宿スペース107） - 清水弥一郎 役
- RYOMA〜アメリカ第51番州ニッポン〜（2016年、博品館劇場） - 坂本龍馬 役[2]
- あ・うん♡ぐるーぷ 謎解きファンタジー『王の逆襲』（2025年公演予定、博品館劇場）[3]

### CM
- ジョージア ワイルドドリップ（2006年1月 - ）
- エアウィーヴ（2012年）

### その他
- TUBE「きっとどこかで」PV（1998年） - 会社員 役
- DREAMS COME TRUEショートムービー『アマレット』（2004年 - 2005年） - 鎌田伸幸 役
- BeeTVドラマ「ラブコネクター／恋愛工作人」（2009年） - 松木孝平 役

### DVD
- Montage ポニーキャニオン（2007年）